# Pancharukhi
Pancharukhi (nep. पञ्चरुखी) – gaun wikas samiti w środkowej części Nepalu w strefie Narajani w dystrykcie Parsa. Według nepalskiego spisu powszechnego z 2001 roku liczył on 684 gospodarstw domowych i 4397 mieszkańców (2150 kobiet i 2247 mężczyzn).